# Antoni Dobiszewski
Antoni Dobiszewski, ps. „Tramwajarz” (ur. 25 maja 1895 w Goślicach, zm. 16 października 1942 w Warszawie) – polski działacz komunistyczny i związkowy, nauczyciel.

## Życiorys

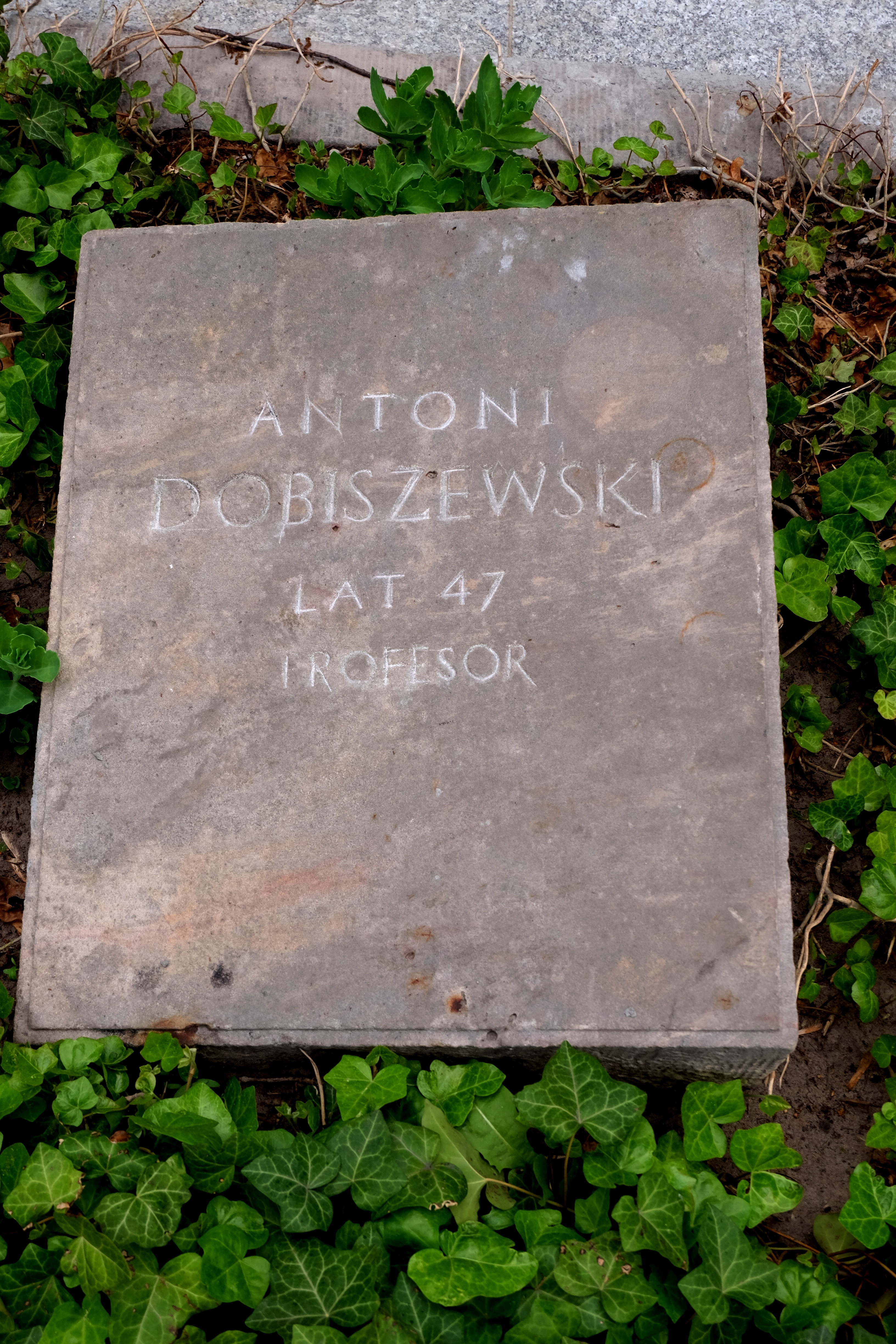
Grób Antoniego Dobiszewskiego na Cmentarzu Wojskowym na Powązkach w Warszawie

Pochodził z rodziny chłopskiej, był synem rolnika. Ukończył gimnazjum w Płocku (mimo trudnej sytuacji materialnej), następnie pracował jako nauczyciel w rodzinnej wsi Goślice. Zdobył również przygotowanie do zawodu nauczyciela matematyki na poziomie szkoły średniej na specjalnym kursie. Od 1918 był nauczycielem gimnazjum w Staszowie, później w gimnazjum w Płocku. Od 1922 działał w Komunistycznej Partii Robotniczej Polski. Gdy został zwolniony z pracy, przeniósł się do Warszawy, otrzymując posadę nauczyciela fizyki i wychowawcy w gimnazjum Związku Nauczycielstwa Polskiego. Podjął także studia na Wydziale Matematycznym Uniwersytetu Warszawskiego.
W Warszawie kontynuował działalność w KPP, kierował szkołą wieczorową dla młodocianych robotników, był współzałożycielem Uniwersytetu Robotniczego w Warszawie (przy ul. Wolność); występował w obronie zagrożonych zwolnieniem działaczy komunistycznych. Prowadził również działalność kulturalno-oświatową. W 1934 został przez władze przeniesiony na emeryturę.
Po wybuchu II wojny światowej zaangażował się w działalność konspiracyjną. Działał w Polskiej Partii Robotniczej. W kwietniu 1942 został aresztowany przez Gestapo. Po półrocznym więzieniu na Pawiaku wraz z 50 innymi członkami ruchu oporu zginął w publicznej egzekucji w Warszawie (16 października 1942). Został pochowany na cmentarzu Wojskowym na Powązkach (kwatera C6-5-8).

## Ordery i odznaczenia
- Order Krzyża Grunwaldu III klasy (pośmiertnie, 11 października 1946)[2]
- Krzyż Walecznych (pośmiertnie, 29 maja 1946)[3]

## Upamiętnienie
Imię Antoniego Dobiszewskiego zostało nadane szkole podstawowej i XLIV Liceum Ogólnokształcącemu w Warszawie (przy ul. Dolnej), które nosiło je do 31 sierpnia 2018.
Od 24 listopada 1961 do 9 listopada 2017 był patronem ulicy w Warszawie na terenie dzielnicy Wola. W grudniu 2018 Naczelny Sąd Administracyjny przywrócił dawną nazwę ulicy wraz z kilkudziesięcioma innymi zmienionymi.